# 和田誠
和田 誠（わだ まこと、1936年〈昭和11年〉4月10日 - 2019年〈令和元年〉10月7日）は、日本のイラストレーター、グラフィックデザイナー、エッセイスト、映画監督。大阪府生まれ。

## 家族
実父は築地小劇場の創立者メンバーの1人で、のち、ラジオドラマを多数演出し「ラジオの神様」と呼ばれた和田精。日劇レビューで演出家を担った山本紫朗は伯父にあたる。
妻は料理愛好家・シャンソン歌手の平野レミ。長男はロックバンド・TRICERATOPSの和田唱で、その妻は上野樹里。次男の和田率は元電通勤務で、現在は母・平野レミの料理サイト「remy」のクリエイティブ・ディレクター。率の妻は和田明日香。

## 人物
父である精が勤務していたJOBK（現在のNHK大阪放送局）の当時の赴任地である大阪市東住吉区で生まれる。1943年（昭和18年）大阪市住吉区長池国民学校（現・大阪市立長池小学校）に入学。1945年（昭和20年）、精の失職に伴い3月に一家で精の実家である東京都世田谷区代田に転居。しかし、家族と一人離れて疎開した千葉県で敗戦を迎える。
東京へ戻り世田谷区立代沢小学校3年次に転入し、世田谷区立富士中学校、東京都立千歳高等学校（現・東京都立芦花高等学校）、多摩美術大学図案（現・デザイン）科を卒業。『グレン・ミラー物語』（1954年）を観て、ジェームズ・ステュアートに似顔絵付きのファンレターを出して、返事で絵を褒められたのが絵を職業にしようと決心した理由の一つだという。1955年（昭和30年）に興和新薬が募集したデザインコンテストでは、宇野亞喜良と同時に1等を獲得した。
1959年（昭和34年）に広告制作プロダクションライトパブリシティにデザイナーとして入社し、同年、日本専売公社が発売予定の新商品の紙巻きたばこ「ハイライト」のパッケージデザインコンペに参加し、24歳の若さで勝ち抜き採用される。同製品のデザインは、1964年開業の東海道新幹線の車体の色を決めるときに配色の参考にされた。
他にも自社のライトパブリシティおよび、社会党のロゴマークを手掛け、キヤノンや東レといった国内有数の企業の広告デザインを長らく担当した後、1968年（昭和43年）退社。
1964年に灘本唯人、宇野亞喜良、山口はるみ、横尾忠則らと東京イラストレーターズ・クラブを結成（70年解散）。
1972年、出会って10日で平野レミと結婚。シャンソン歌手としてテレビで歌うレミを見て、ひと目惚れしたのが始まり。当時レミとラジオ番組で共演していた友人の久米宏に紹介を頼んだところ、久米は「レミさんだけはやめた方がいいと思いますよ」と返したという。1975年に長男・唱、1979年に次男・率が誕生。1978年には渋谷区に事務所、自宅を構えた。
1965年から1995年、矢崎泰久から声をかけられ、雑誌『話の特集』の創刊にかかわり、1995年の休刊までアート・ディレクターをつとめた。
退社後はフリーランスとなり、「週刊文春」の表紙や星新一著作の挿絵などを手掛ける。他、星新一・丸谷才一の一連の作品や村上春樹の『アフターダーク』、三谷幸喜や阿川佐和子作品を始め、数多くの装丁を担当する（この縁もあり、阿川や三谷とは交流があった）。
イラストレーターとしての仕事が知られる一方、『窓ぎわのトットちゃん』など、自身のイラストを用いないデザインも見られる（この縁から黒柳徹子とは交流があり、なかなかテレビ番組に出演しなかったが『徹子の部屋』には出演している）。
通常、書籍のバーコードは裏表紙のカバーに直接印刷されるが、これを嫌い、ISBNの数字のみが表示されたデザインを採り入れている。結果、バーコードは帯に印刷されることが多い。
映画にも造詣が深く、1984年に角川映画として初監督作品である真田広之主演『麻雀放浪記』を手掛け、小泉今日子主演の『快盗ルビイ』など数作品でメガホンをとった。なお、他分野出身の監督が第一、二作連続でキネマ旬報ベストテン入りを果たしたのは唯一である。監督業以外にも『お楽しみはこれからだ』等、映画がテーマのエッセイ集を出している。
1992年、伯父の山本紫朗に国内レビューの黄金時代を取材した内容をまとめた著書『ビギン・ザ・ビギン』をモチーフに、『日劇物語』を映画化する話がもち上がった。脚本を手掛け、クランク・イン寸前まで進んだが、資金不足のため撮影は中止された。
アニメーション作家としての実績もあり、1960年（昭和35年）に久里洋二・柳原良平・真鍋博が「アニメーション三人の会」を結成し、草月ホールで定期的に上映会を行っていた際に、横尾忠則や手塚治虫等と共に参加し、個人制作の作品を発表した。1961年（昭和36年）NHKで放送開始の『みんなのうた』に参加し、初のアニメーション作品『誰も知らない』『ビビディ・バビディ・ブー』『ねこふんじゃった』をはじめ、他9曲の映像を製作した。また、フジテレビ『ゴールデン洋画劇場』のオープニングタイトルを手掛けている。1970年には日本万国博覧会にて住友童話館のパピプッペ劇場で市川崑演出により上演された人形劇『つる』（脚本：和田夏十）、『バンパの活躍』（脚本：谷川俊太郎）のアニメーションを担当した。
2019年10月7日、東京都内の病院にて肺炎のため死去。83歳没。
2020年3月、母校である多摩美術大学に約5万点の資料および作品が寄贈されたことを大学が公表。アーカイヴ展示が行われている。
2021年12月17日、渋谷区立中央図書館に自著や装丁を手掛けた本、蔵書や本棚、打ち合わせに使用されたテーブルや椅子などが寄贈され、図書館4階に「和田誠記念文庫」が開設された。
2022年4月、ジャズなどのレコード365枚が、生前親交のあった作家の村上春樹の関連資料を収蔵する早稲田大学国際文学館（村上春樹ライブラリー）に寄贈された。

## 名言
- 「人生の博打でいうと、イラストレーターという職業を選んだことかな？当時はまだそういう言葉はなかったけどね。」

## 受賞歴
- 1955年 （昭和30年）- 多摩美大在学中に興和新薬の蛙のカットコンクールで一等賞受賞[1]。
- 1957年（昭和32年） - 同じく在学中に『夜のマルグリット』のポスターにより日本宣伝美術会賞受賞[24]。
- 1960年（昭和35年） - たばこの「ハイライト」のデザイン・コンペに入賞。
- 1961年（昭和36年） - 寺村輝夫作、和田誠画の『ぼくは王さま』で毎日出版文化賞を受賞[25]。
- 1965年（昭和40年） - 短編アニメ映画『殺人 MURDER』により第19回毎日映画コンクール・大藤信郎賞受賞。
- 1967年（昭和42年） - 和田がアートディレクターを務める雑誌『話の特集』が、アートディレクターズクラブによるADC賞（銅賞）を受賞[26]。
- 1969年（昭和44年） - 「週刊サンケイ」などの表紙似顔絵[27]その他で文藝春秋漫画賞受賞。
- 1974年（昭和49年） - 似顔絵集『PEOPLE』で講談社出版文化賞（ブックデザイン部門）受賞。『キネマ旬報』の連載「お楽しみはこれからだ」がキネマ旬報読者賞を受賞。
- 1980年 - 『キネマ旬報』の連載「お楽しみはこれからだ」で二度目のキネマ旬報読者賞を受賞。
- 1981年（昭和56年） - 講談社出版文化賞（さしえ部門）受賞。
- 1982年（昭和57年） - 『ビギン・ザ・ビギン』で角川書店日本ノンフィクション賞受賞。
- 1984年（昭和59年） - 映画『麻雀放浪記』で第9回報知映画賞新人賞受賞。
- 1985年（昭和60年） - 映画『麻雀放浪記』でヨコハマ映画祭作品賞、山路ふみ子文化財団特別賞を受賞。
- 1989年（平成元年） - 映画『快盗ルビイ』で第31回ブルーリボン賞 監督賞受賞。
- 1993年（平成5年） - 『銀座界隈ドキドキの日々』で講談社エッセイ賞受賞[28]。
- 1994年（平成6年） - 幅広い活躍により菊池寛賞受賞。同年、「そらをとんだたまごやき」(落合恵子作、和田は絵担当)で産経児童出版文化賞(第41回)を受賞。
- 1998年（平成10年） - 『ねこのシジミ』で日本絵本賞受賞。毎日デザイン賞を受賞[29]。
- 1999年（平成11年） - 和田誠＋三谷幸喜 「これもまた別の話」により第26回キネマ旬報読者賞
- 2002年（平成14年） -  日本宣伝賞山名賞を受賞[30]。
- 2003年（平成15年） - 淀川長治賞(第12回)を受賞[31]。
- 2006年（平成18年） - 『どんなかんじかなあ』（文・中山千夏）で日本絵本賞受賞[32][33]。
- 2007年（平成19年） - 『和田誠切抜帖』で造本装幀コンクール展日本書籍出版協会理事長賞(第42回)を受賞[34]。
- 2015年（平成27年） - 「一コマ漫画を目指す人たちのお手本として」[35]、日本漫画家協会賞特別賞(第44回)を受賞[36]。
- 2020年（令和2年） -  「映画の素晴らしさや愉しさを広く伝え、多くの映画ファンを育てた功績に感謝をこめた」ことから、第93回キネマ旬報ベスト・テン授賞式で特別賞を受賞[37]。

## 著書
- 画『People : 和田誠肖像画集』 美術出版社 1973年
- 『デザイン街路図』 昭文社出版部 1973年
- 『にっぽんほら話』 講談社 1974年
- 『お楽しみはこれからだ : 映画の名セリフ』 文藝春秋 1975年 のち文庫

国書刊行会で没後復刊（全7巻、2022年）
- 『お楽しみはこれからだ : 映画の名セリフ Part2』 文藝春秋 1976年
- 『日曜日は歌謡日』 講談社 1976年
- 画『ポスターランド』 講談社 1976年
- 画『People : 和田誠肖像画集 2』 美術出版社 1977年
- 『いつか聴いた歌』 文藝春秋 1977年 のち文庫 のち愛育社
- 『倫敦巴里』 話の特集 1977年
- 『和田誠百貨店』 美術出版社 1978年
- 『たかが映画じゃないか』 山田宏一と共著 文藝春秋 1978年 のち文庫。増補版・国書刊行会
- 『落語横車』 講談社 1980年 のち文庫
- 『にっぽんほら話』 講談社 1980年 のち文庫
- 『お楽しみはこれからだ : 映画の名セリフ part 3』 文藝春秋 1980年
- 『シネマッド・ティーパーティ』 講談社 1980年 のち文庫
- 『サニーサイドアップ : 和田誠漫画集』 CBS・ソニー出版 1980年
- 『きなきな族からの脱出』 角川書店 1981年 のち文庫
- 画『装幀パレード : 和田誠イラストレーション集』 岩崎美術社 1982年
- 画『特別飛行便 : 和田誠・週刊文春表紙画選』 文藝春秋 1982年
- 画『SF大会 : 和田誠イラストレーション集』 岩崎美術社 1982年
- 対談『映画に乾杯 : 歓談・和田誠と11人のゲスト』 キネマ旬報社 1982年
- 『わたくし大画報』 講談社 1982年
- 画『CMくらぶ : 和田誠イラストレーション集』 岩崎美術社 1982年
- 『ビギン・ザ・ビギン : 日本ショウビジネス楽屋口』 文藝春秋 1982年 のち文庫、中央公論新社 2024年
- 『ポストカード・ニューヨーク 1・2』 篠山紀信と共著 文芸春秋 1983年 (文春絵はがき文庫)
- 『プライヴェート・ニューヨーク』 和田誠 文・絵／篠山紀信 写真 文藝春秋 1983年
- 『親馬鹿子馬鹿』 和田唱と共著 講談社 1983年
- 対談『酒の本棚・酒の寓話』サントリー 1983年
- 『いろんなもの・いろんなうた』 新潮社 1984年
- 『シナリオ 麻雀放浪記』原作：阿佐田哲也、脚本：和田誠＋澤井信一郎　角川文庫 1984年
- 編『モンローもいる暗い部屋』新潮社 1985年 (エッセイ・おとなの時間)
- 『新人監督日記』 角川書店 1985年
- 『A面B面 : 作詞・レコード・日本人』 阿久悠と共著 文藝春秋 1985年 のち、ちくま文庫
- 対談『映画に乾杯 : 歓談・和田誠と11人のゲスト 2』 キネマ旬報社 1985年
- 『日曜日は歌謡日』 講談社文庫 1986年
- 『お楽しみはこれからだ : 映画の名セリフ part 4』 文藝春秋 1986年
- 編『ひとコマランド傑作選』 講談社 1986年
- 『カメラ対ギャルス』 話の特集 1986年
- 対談『和田誠インタビューまたは対談 その2』 話の特集 1987年
- 『和田誠百貨店〈B館〉』 美術出版社 1988年
- 編『心がぽかぽかする本』NTT出版 1989年
- 『メイキング・オブ・快盗ルビイ』 長谷川隆共著 筑摩書房 1989年
- 対談『和田誠インタビューまたは対談 その3』 話の特集 1989年
- 編『心がぽかぽかする本 2』 NTT出版 1990年
- 『旅の絵日記』 平野レミと共著／関原彰 写真 講談社 1990年
- 『Cats in Wadaland』 マガジンハウス 1991年
- 『シネマッド・カクテルパーティ』 講談社 1991年
- 『3D』 リブロポート 1991年 (a-tempo ; 9)
- 『ブラウン管の映画館』 ダイヤモンド社 1991年 のち、ちくま文庫
- 編・画『心がぽかぽかする本 3』 NTT出版 1992年
- 編著『映画とジャズ』 和田誠  ビクター音楽産業 1992年 (ビクターブックス)
- 対談『和田誠インタビューまたは対談 その4』 話の特集 1992年
- 『和田誠装幀の本』 リブロポート 1993年
- 『銀座界隈ドキドキの日々』 文藝春秋 1993年 のち文庫
- 『おさる日記』 村上康成 絵 偕成社 1994年
- 対談『怖がる人々を作った人々』 文藝春秋 1994年
- 『ことばの波止場』 白水社 1995年 のち白水Uブックス、中公文庫
- 『冒険がいっぱい』 長新太 画 文渓堂 1995年 (おはなしメリーゴーランド)
- 『お楽しみはこれからだ : 映画の名セリフ part 5』 文藝春秋 1995年
- 童話『ことばのこばこ』 絵も 瑞雲舎 1995年
- 童話『4人目の王さま』 絵も、八木正生 編曲 理論社 1995年 (うたのほん)
- 『gggBooks 27 和田 誠』ギンザ・グラフィック・ギャラリー 1996年
- 童話『ねこのシジミ』 ほるぷ出版 1996年 (イメージの森)
- 編『日本の名随筆 別巻 63 芸談』 作品社 1996年
- 『お楽しみはこれからだ : 映画の名セリフ part 6』文藝春秋 1996年
- 童話『かいぞくのうた』 あかね書房 1996年 (あかねピクチャーブックス ; 4)
- 『ポートレイト・イン・ジャズ』 村上春樹と共著 新潮社 1997年 のち文庫
- 『お楽しみはこれからだ : 映画の名セリフ pt.7』 文藝春秋 1997年
- 『装丁物語』 和田誠 著 白水社 1997年 のち白水Uブックス
- 『それはまた別の話』 三谷幸喜と共著 文藝春秋 1997年 のち文庫
- 『似顔絵物語』 白水社 1998年 のち白水Uブックス
- 『女の小説』 丸谷才一共著 光文社 1998年 のち文庫
- 責任編集『赤塚不二夫1000ページ』 扶桑社 1998年
- 童話『ガクの絵本』 ほるぷ出版 1999年
- 『これもまた別の話』 三谷幸喜と共著 キネマ旬報社 1999年 のち新潮文庫
- 『今日も映画日和』 川本三郎、瀬戸川猛資と共著 文藝春秋 1999年 のち文庫
- 『時間旅行』 メディアファクトリー 2000年
- 『知らない町角』 白水社 2001年
- 『ジャズと映画と仲間たち』 猪腰弘之と共著 講談社 2001年
- 『光と嘘、真実と影 : 市川崑監督作品を語る』 森遊机と共著 河出書房新社 2001年
- 対談『仕事場対談 : 和田誠と27人のイラストレーター』 河出書房新社 2001年
- 『ポートレイト・イン・ジャズ 2』 村上春樹と共著 新潮社 2001年
- 『指からウロコ』 白水社 2001年
- 『物語の旅』フレーベル館 2002年
- 『パイがいっぱい』 文化出版局 2002年
- 『白い嘘 : 句集』 梧葉出版 2002年
- 『No idea』 安西水丸と共著 金の星社 2002年
- 画『和田誠鉛筆映画館』 HBギャラリー 2002年
- 『青豆とうふ』 安西水丸と共著 講談社 2003年 のち新潮文庫
- 画『旅のスケッチブック』 新書館 2004年
- 『シネマ今昔問答』 新書館 2004年
- 『誠の話』 椎名誠と共著 角川書店 2004年
- 『教養主義!』 山田宏一、村上知彦、中条省平、石上三登志、金井美恵子、萩原健太、高橋源一郎、飯沢耕太郎、井家上隆幸、鷲田清一、片岡義男 共著 フリースタイル 2004年
- 『シネマ今昔問答 望郷篇』 新書館 2005年
- 画『和田誠の絵本の仕事』 ふくやま美術館 編 ふくやま美術館 2005年
- 『テーブルの上の犬や猫』 安西水丸と共著 文藝春秋 2005年
- 童話『ぬすまれた月』 絵も 岩崎書店 2006年 (レインボーえほん ; 3)
- 『和田誠切抜帖』 新書館 2007年
- 『村上ソングズ』 村上春樹共編訳 中央公論新社 2007年
- 童話『ポケットからなにがでる?』 福音館書店 2007年
- 画『表紙はうたう : 和田誠・「週刊文春」のカヴァー・イラストレーション』 装幀 文藝春秋 2008年
- 『パートナーズ』 安西水丸と共著 文藝春秋 2008年
- 『ヒッチコックに進路を取れ』 山田宏一と共著 草思社 2009年 のち文庫
- 『本漫画』 毎日新聞社 2009年、中公文庫 2022年
- 『ぼくのしょうらいのゆめ』 市川準、内田裕也、大竹伸朗、関野吉晴、祖父江慎、高橋悠治、田中泯、谷川俊太郎、野口聡一、舟越桂、吉本隆明、文藝春秋 2009年 (文春文庫)
- 『四人四色 : イラストレーター4人への30の質問』 灘本唯人、宇野亜喜良、和田誠、横尾忠則 著 白水社 2009年
- 『東京見物』講談社 2009年
- 童話『ポケットに砂と雪』 絵も フェリシモ 2010年 (おはなしのたからばこ ; 19)
- 『連句遊戯』 笹公人と共著 白水社 2010年
- 画『Black & White in Wadaland : 和田誠モノクローム作品集』 愛育社 2010年
- 画『和田誠私家版絵本ボックス』 復刊ドットコム 2011年
- 画『和田誠展書物と映画』 デザイン・レイアウト 世田谷文学館 2011年
- 『Coloring in Wadaland : 和田誠カラー作品集』 愛育社 2011年
- 『五・七・五交遊録』白水社 2011年
- 画『Posters in Wadaland : 和田誠ポスター集』 愛育社 2012年
- 画『地にはピース』 たばこと塩の博物館 2012年
- 『みんな猫である』 玄光社MOOK 2013年
- 『画廊の隅から : 東日本大震災チャリティ・イラストレーション作品集』 講談社 2013年
- 『回文の愉しみ　土屋耕一のことばの遊び場』 土屋耕一と共編著、東京糸井重里事務所 2013年
- 編『聞いたり聞かれたり』 七つ森書館 2013年
- 『生き物が見る私たち』 中村桂子と共著 青土社 2014年
- 画『和田誠シネマ画集』 ワイズ出版 2014年
- 画『Book Covers in Wadaland : 和田誠装丁集』 アルテスパブリッシング 2014年
- 画『Record Covers in Wadaland : 和田誠レコードジャケット集』 アルテスパブリッシング 2014年
- 『ニャンコトリロジー』 ハモニカブックス 2014年
- 『ほんの数行』 七つ森書館 2014年
- 『連句日和』 笹公人、矢吹申彦、俵万智と共著 自由国民社 2015年
- 『ぼくが映画ファンだった頃』 七つ森書館 2015年
- 『村上春樹とイラストレーター -佐々木マキ、大橋歩、和田誠、安西水丸』 村上春樹、佐々木マキ、大橋歩、安西水丸と共著 ちひろ美術館監修 ナナロク社 2016年
- 『もう一度倫敦巴里』 ナナロク社 2017年
- 画『和田誠と日本のイラストレーション』 たばこと塩の博物館 2017年
- 『定本和田誠時間旅行』玄光社 2018年
- 『夢の砦　二人でつくった雑誌「話の特集」』矢崎泰久共著、ハモニカブックス、2022年
- 『和田誠 映画の仕事』国書刊行会、2023年

### 挿絵担当書籍一覧
- 『真説 金田一耕助』横溝正史著 毎日新聞社 1977年 のち角川文庫
- 『金田一耕助の冒険』 横溝正史著 角川文庫 1979年 （1976年版では杉本一文の表紙であったが、分冊化した際に和田誠の表紙に差し替えられた）
- 絵本『あな』谷川俊太郎、福音館書店　1976年
- 絵本『とぶ』谷川俊太郎、福音館書店　1978年
- 絵本『これはのみのぴこ』谷川俊太郎、サンリード 1979年
- 『超時空対談』田中小実昌ほか、集英社 1981年[38]
- 『マザー・グース』全4巻、谷川俊太郎訳、講談社文庫
- 『戦後史グラフィティ』 色川武大、長部日出雄、村松友視共著 話の特集編集室 1989年
- 『イソップ株式会社』井上ひさし著 中央公論新社 2005年 のち文庫
- 『きまぐれロボット』他、星新一の著書
- 『冷蔵庫より愛をこめて』他、阿刀田高の著書
- 『マイナス・ゼロ』他（『広瀬正・小説全集』全6冊、集英社、1982年）
- 『熱海殺人事件』他、つかこうへいの著書[要実例] - つかこうへいの舞台のポスターも担当した[要出典]
- 『気まずい二人』他、三谷幸喜著の対談集、エッセイ本[要実例]
- 丸谷才一著のエッセイ本[要実例]
- 東海林さだお著のエッセイ本[要実例]
- カート・ヴォネガットの翻訳刊行本[要実例]
- ぼくは王さま、ノコ星ノコくん（王さまシリーズの挿絵は1冊目のみ。その後は和歌山静子に交代している。誠は寺村輝夫の同級生の教え子にあたる[要出典]）
- 『絵本 パパラギ』立風書房 2002年
- 絵本『がいこつ』谷川俊太郎、教育画劇　2005年
- 絵本『はなとひみつ』星新一、フレーベル館 2009年

他多数

### 翻訳
- オフ・オフ・マザー・グース
- スチュアート・M・カミンスキー・「トビー・ピータース」シリーズ（挿絵も担当）[39]
  - ロビン・フッドに鉛の玉を
  - 虹の彼方の殺人
- 劇団四季ミュージカル『クレイジー・フォー・ユー』訳詞

## 映像作品

### 映画作品
- 新しい動画 3つのはなし（1961年） - 監督・作画
- 殺人 MURDER（1964年） - 制作・監督・作画
- パンパの活躍（1970年） - 美術・アニメーション
- 恋の大冒険（1970年） - 美術
- 金田一耕助の冒険（1979年） - アニメーションパートとタイトルデザイン
- 麻雀放浪記（1984年） - 監督・共同脚本
- ヒロシマという名の少年（1987年） - イラスト
- 快盗ルビイ（1988年） - 監督・脚本（主題歌「快盗ルビイ」の作詞、挿入歌「たとえばフォーエバー」の作詞・作曲も行った）
- 怪盗ジゴマ 音楽篇（1988年) -  製作・監督・作曲
- フィルムは生きている 手塚治虫フィルモグラフィー 1962-1989（1990年） - タイトル字慕デザイン
- 怖がる人々（1994年） - 監督・脚本
- しずかなあやしい午後に（第1話 ガクの絵本）（1997年） - 監督・脚本
- 真夜中まで（1999年） - 監督・脚本
- みんなのいえ（2001年） - 出演
- かあちゃん（2001年） - タイトル画
- 照明熊谷学校（2004年） - 監修
- ふしぎな岬の物語（2014年） - 題字デザイン

### みんなのうた
無印は映像が現存する曲。△マークは現存しない曲。▲は映像は現存しないが、音楽之友社発刊の「みんなのうた」楽譜集等に映像が掲載されている曲。
- 1.誰も知らない / 楠トシエ - 1961年、1965年とも。(白黒)
- 2.ビビディ・バビディ・ブー / スリーグレイセス▲(白黒)
- 3.ママごめんなさい / 中尾ミエ(白黒)
- 4.つむじ風 / 立川澄人、東京放送児童合唱団△
- 5.小さなカレンダー / 東京放送児童合唱団▲(白黒)
- 6.お化けなんてないさ / 弘田三枝子△
- 7.ねこふんじゃった / 天地総子、東京放送児童合唱団(白黒)
- 8.四人目の王さま / 坂本九(カラー)
- 9.パパのバイオリン / 友竹正則、杉並児童合唱団▲(白黒)
- 10.みんみんぜみの歌 / 荒木一郎、みすず児童合唱団△
- 11.バケツの穴 / 熊倉一雄、東京放送児童合唱団(カラー)

初のアニメ作品を手掛けたものの、その映像はわずかしか現存せず、2011年開始の「みんなのうた発掘プロジェクト」でも、音声曲は提供されたが、映像曲は提供されなかった。

### その他映像作品
- 東芝タイムスイッチ（テレビCM、東芝）
- ゴールデン洋画劇場（フジテレビ、タイトル画）
- 今夜は最高!（日本テレビ、タイトル画）
- サワコの朝（毎日放送・TBS共同制作のトーク番組。同番組のタイトルデザインを製作）
- 3番テーブルの客（1997年、フジテレビ） - 監督

## レコード
- 三木鶏郎ソングブック（和田プロデュース、1971年）
- ちいさな地球 和田誠・うたの絵本ちいさな地球（和田誠：作詞／作曲、歌：平野レミ・中山千夏、1977年）
- 和田誠寄席（和田誠の新作落語集、1979年）
- 岸洋子リサイタル '79（構成担当、1979年）
- EVE『EVE LIVE』（和田プロデュース、1983年）

### CD
- いつか聴いた歌 I've heard that song before  (ソング・アンド・ダンス) 和田誠 監修・選曲 2013
- いつか聴いた歌 I've heard that song before 2 (ソング・アンド・ダンス) 和田誠 監修・選曲 2014
- 和田誠ソングブック The Wada Makoto song book 和田誠 [作曲]、デューク・エイセス、岸洋子 ほか歌 ウルトラ・ヴァイヴ 2015 (TV age)

## 関連文献
- 『12人のグラフィックデザイナー 第2集』編集部編、美術出版社・1977年（昭和52年）（）
- 『ユリイカ 詩と批評 特集＝和田誠』2020年1月号、青土社。追悼特集。ISBN 4791703804
- 和田誠展制作チーム『和田誠展』ブルーシープ（原著2021年10月22日）。ISBN 978-4908356292。